# كوكب صحراوي

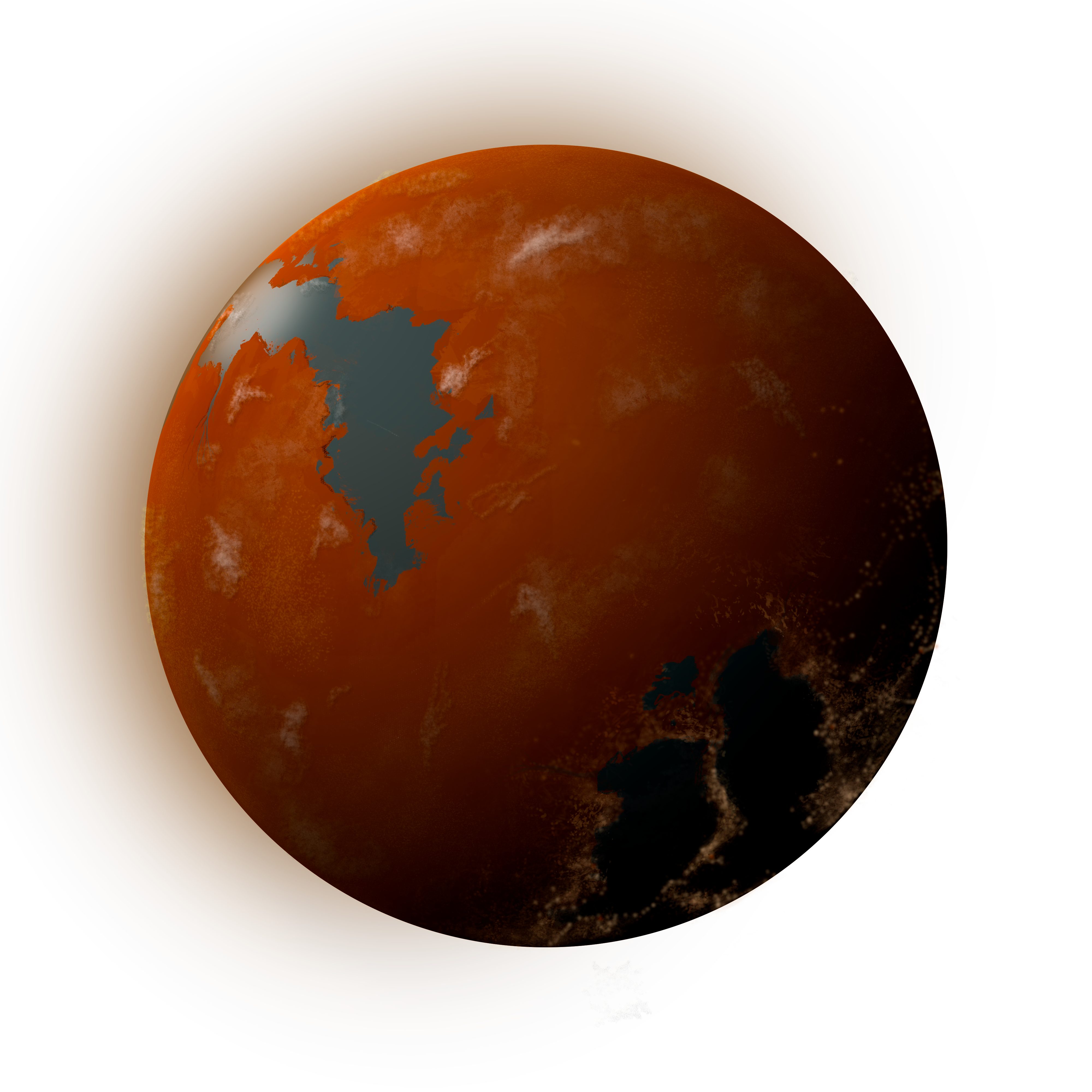

الكوكب الصحراوي هو كوكب يسوده المناخ صحراء بمعظمه أو كله، مع هطول مطري قليل أو معدوم. ومن المعروف أن المريخ كوكب صحراوي. وفي الواقع، تعتبر العديد من الكواكب الأرضية كواكب صحراوية حسب هذا التعريف. ومع ذلك، غالبا ما يستخدم هذا المصطلح للإشارة كواكب يمكنها اسضافة حياة ولكنها ذات مناخ صحراوي.
والكواكب الصحراوية شائعة الاستخدام نسبيا في الخيال العلمي. ومن الأمثلة الخيالية الأكثر شهرة أراكيس وسلسلة روايات الكثيب (بالإنجليزية: Dune)‏ من تأليف فرانك هربرت، وكوكب تاتوين في كون حرب النجوم.